# Emil Pavlov
Emil Pavlov (Chtip, 6 aprile 1992) è un karateka macedone, specializzato nel kumite, campione europeo a Tampere 2014 e Novi Sad 2018.

## Palmarès
- Europei

Tampere 2014: oro nei -60 kg.;
Novi Sad 2018: oro nei -60 kg.;
Guadalajara 2019: bronzo nei -60 kg.;
- Giochi europei

Baku 2015: bronzo nei -60 kg.;